# Стаффорд Сендс

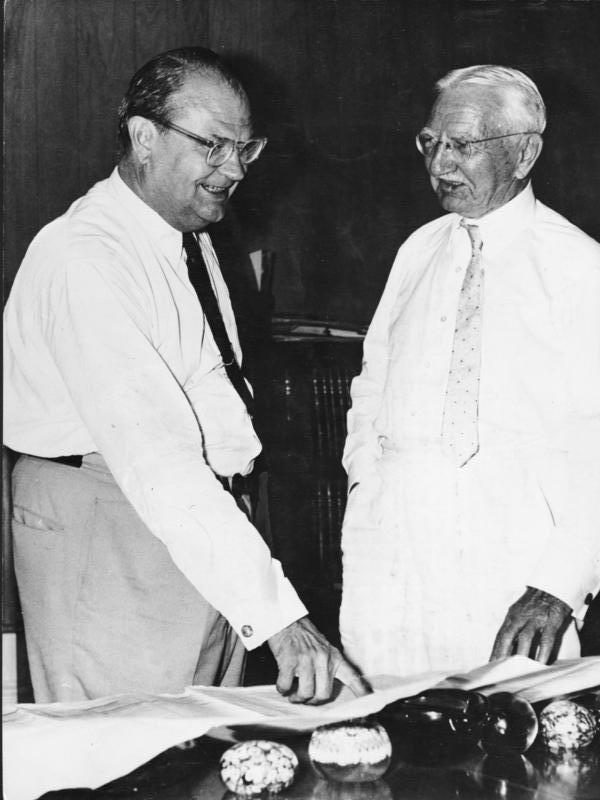
Стаффорд Сендс (ліворуч) і Яльмар Шахт у жовтні 1962 року

Сер Стаффорд Лофтхаус Сендс (англ. Sir Stafford Lofthouse Sands, 23 вересня 1913 — 23 січня 1972) — колишній міністр фінансів Багамських островів (1964—1967) , який обіймав інші високі посади на островах до свого добровільного вигнання у 1967 році. Він допоміг створити туристичну індустрію Багамських островів і вважається архітектором післявоєнного процвітання Багамських островів.
На Багамських островах його називають «батьком туризму». 
Сендс був адвокатом, який з 1946 року представляв Уоллеса Гроувза та інших американців, які прагнули створити казино, курорти, зони вільної торгівлі та інші об'єкти на островах, насамперед у Фріпорті. З 1958 року, коли почалася партійна політика, Сендс грав помітну роль в Об’єднаній багамській партії, яка була при владі до 1967 року. Королівська слідча комісія 1967 року повідомила, що Сендс і ОБП отримали великі виплати, представлені Гроувсом як «гонорари за консультації», від інтересів казино. Після цього Сендс назавжди покинув острови і виїхав у вигнання до Іспанії разом зі своїми значними статками.
Його портрет з'являвся на банкноті номіналом 10 багамських доларів з 2001 по 2005 рік і знову з 2010 року,  поки його не замінили на портрет королеви Єлизавети II.